# Microtyran à ventre blanc
Myiornis albiventris
Pour les articles homonymes, voir Tyranneau à ventre blanc (homonymie).
Espèce
Statut de conservation UICN

 LC  : Préoccupation mineure
Le Microtyran à ventre blanc (Myiornis albiventris), aussi appelé Tyranneau à ventre blanc, est une espèce de passereau de la famille des Tyrannidae,.

## Distribution
Cet oiseau vit sur le versant est des Andes, du Pérou (province de Huánuco) à l'ouest de la Bolivie (département de Santa Cruz),,.